# Neveryóna
Neveryóna : Or, The Tale of Signs and Cities est un roman d'épée et de sorcellerie de l'écrivain américain Samuel R. Delany paru en 1983 chez Bantam. Il s'agit du deuxième des quatre volumes de la série Return to Nevèrÿon. Séparé en treize chapitres, il a pour thème central la transition d'une économie médiévale à un système capitaliste avec comme corollaire l'esclavage et le racisme.

## Description

### Sémiotique
Neveryóna, selon la construction adoptée par Delany revisite certaines conceptions du premier volume de la série, ce qui constituait une solution dans le premier volume devenant un problème dans le second, dans un jeu de miroir ou une sémiose infinie selon Kathleen L Spencer,,. Donald M. Hassler décrit le roman comme une expérience de pensée sémiotique ou de post-structuralisme. Pryn, l'héroïne du roman, une femme noire, découvre au cours de ses aventures la relation compliquée entre perception et transmission du langage. Le roman est de genre fantastique, utilisant les conventions du genre de façon totalement inhabituelles pour explorer les liens entre idéologie, technologie, culture, et systèmes de signes.

### Transition économique et révolutions
Selon Seb Franklin, Neveryona présente un monde en transition économique, passant d'une société esclavagiste à une société post-esclavagiste avec toutes les luttes révolutionnaires qui en découlent et la formation d'un « capitalisme racial » dans lequel l'«informatique de la valeur» revêt une importance centrale,. Dans le roman, censé représenter le passage d'un monde médiéval à un mode capitaliste et industriel à travers les révolutions initiées par Gorgik, Delany met l'accent sur les processus par lesquels les abstractions que sont l'écriture, l'argent, l'information, l'identité sont produites par des relations initiées par la valeur. Dans le monde de Neveryona, toutes ces abstractions se produisent simultanément et produisent des corps et des populations marqués par des degrés divers de forme et d'absence de forme. L'absence de forme (soit littéralement sans «in-formation») caractérise les personnes en dehors de l'histoire, sans agentivité. Ceci selon Franklin, rappelle la façon dont Silvia Federicci et W.H. Auden évoquent Caliban, fils d'une sorcière dont le nom n'est pas prononcé et qui rend les dynamiques raciales et genrées qui ont reproduit et régulé les mécanismes d'accumulation du capital emblématiques.

### Aspects féministes et LGBT
La série entière est classée comme abordant les thématiques LGBT, mais Neveryona et Return to Neveryon  abordent plus spécifiquement la question de l'oppression sexuelle et patriarcale en mobilisant les concepts empruntés à Marx de la fétichisation de la marchandise, pour déconstruire le parcours de personnages queers objectifiés par le circuit du capitalisme global.

## Résumé de l'intrigue
Neveryóna est le sixième et le plus long récit de la série Return to Nevèrÿon, qui met en lumière l'histoire de Pryn, une adolescente de quinze ans aux compétences rares dans sa culture, car elle sait lire et écrire. 
Une cité légendaire, Neveryona, peut être invoquée depuis les profondeurs de la mer grâce à une incantation. Pryn, une jeune montagnarde montant un dragon, décide de partir à la découverte de cette cité après avoir entendu un conte à ce sujet. Elle reçoit des enseignements sur les villes, le commerce, l'argent, le pouvoir, les cartes, les chiffres et l'art au cours de son voyage.
Le voyage de Pryn l'amène à explorer les forces révolutionnaires de la campagne de Gorgik, ainsi que les conflits internes qui les animent. Elle visite également les maisons de riches conservateurs. Dans la première partie du roman, Pryn se retrouve à Neveryóna, une banlieue aisée de Port Kolhari, en tant qu'invitée mal à l'aise chez une riche marchande nommée Madame Keyne, que les lecteurs ont déjà rencontrée dans la troisième histoire intitulée Le Conte de Potiers et de Dragons. Madame Keyne finance désormais un groupe de contre-rebelles déterminés à mettre fin au projet de Gorgik. Le nom de madame Keyne s'inspire de celui de John Maynard Keynes, et on la trouve occupée à construire un «nouveau marché » utilisant le labeur de ses esclaves.
Dans la seconde moitié du roman, lorsque Pryn se rend dans le sud, elle est capturée par la puissante famille Jue Gruten, représentant les forces aristocratiques et meurtrières de la nation, qui cherchent à écraser la rébellion. Dans ce contexte, les réseaux de pouvoir sont complexes et vastes, presque insaisissables pour Pryn. Cependant, elle réalise qu'elle peut agir en combattant un incident à la fois. Elle parvient à libérer un esclave que le comte avait tenté d'utiliser comme bouc émissaire. À travers ces expériences, Pryn et les lecteurs acquièrent une meilleure compréhension des défis auxquels est confronté Gorgik.
Entre la première et la deuxième partie du roman, Pryn partage son temps avec une famille de paysans au grand cœur, mais malheureusement limitée, résidant dans la modeste localité d'Enoch. Cette famille incarne la classe ouvrière que Gorgik devra, d'une manière ou d'une autre, mobiliser pour atteindre ses objectifs. La ville d'Enoch, dont le nom se retrouve dans d'autres œuvres de Delany en dehors de l'univers de Nevèrÿon, tire son origine de la Genèse, où elle est mentionnée comme la toute première ville édifiée par l'homme, précisément par le fils de Caïn, le petit-fils d'Adam et Ève, dont elle porte le nom. Dans l'œuvre de Delany, Enoch n'est pas une grande cité, mais plutôt une localité ancienne et modeste, souvent plus vieille qu'elle ne le réalise, ayant perdu le fil de son propre passé historique.
Ces habitants sont ceux qui ont le moins de conscience de leur propre histoire. Bien que leurs désirs soient parfaitement sensés, ils finissent toutefois par aller à l'encontre de leurs propres intérêts. Le seul rôle qu'ils peuvent imaginer pour Pryn au sein de leur communauté est celui de la prostituée de la ville. Cette partie du roman est la plus poignante et dévastatrice.
Cette section du roman utilise de manière ironique les personnages du mythe romantique Tristan et Isolde, avec Pryn dans le rôle d'Isolde. Elle emprunte des éléments de diverses versions de cette histoire, dont le fameux Saut de Tristan, ainsi que des éléments des contes de Malot, du roi Marc, de Bragenge de Richard Wagner, et même du nain Frocsin, tiré du film L'Éternel retour de Jean Cocteau des années 1940.
Cependant, dans l'interprétation de Delany, cette section dépeint une atmosphère d'apathie et de désespoir, remplaçant ainsi la passion et la romance traditionnelles. Seule la puissante imagination de Pryn lui permet de se libérer des séductions de la bonté fondamentale de ces gens simples et de son propre piège dans leur désespoir profondément enraciné.

## Réception critique
La revue Kirkus Reviews indique que le roman est « À réserver aux fans de Dhalgren et des Contes de Neveryon, ou aux adeptes de la fantasy métaphorique et parabolique dans ce qu'elle a de plus académique. ». Neveryóna a été l'objet de revues critiques dans Locus Magazine,  Asimov's Science Fiction (1989 et 1997), Science Fiction Review (1983), Science Fiction Times (1983), Paperback Inferno (1989), Interzone (1989).

## Prix
- 1984 - nommé pour le Prix Locus du meilleur roman de fantasy[12].